# Juvenichiton
Juvenichiton is een geslacht van keverslakken uit de familie van de Lepidochitonidae.

## Soorten
- Juvenichiton albocinnamomeus Sirenko, 1975
- Juvenichiton komandorensis Sirenko, 1975
- Juvenichiton saccharinus (Dall, 1878)